# 17 Samodzielny Batalion Piechoty Zmotoryzowanej (Ukraina)
17 Samodzielny Batalion Piechoty Zmotoryzowanej „Kirowohrad” – batalion Wojsk Lądowych Ukrainy, podporządkowany 57 Samodzielnej Brygadzie Zmechanizowanej. Jako batalion obrony terytorialnej brał udział w konflikcie na wschodniej Ukrainie. Batalion stacjonuje w obwodzie kirowohradzkim.

## Wykorzystanie bojowe
W czerwcu 2014 roku batalion ochraniał lotnisko w Melitopolu (obwód zaporoski) oraz obstawiał punkty kontrolne w jego pobliżu. Od 26 czerwca batalion znajdował się już pod Donieckiem. W początkach września pododdział osiemdziesięciu żołnierzy Kirowohradu miał zasilić 34 Batalion Obrony Terytorialnej „Kirowohrad-2”, który w tym czasie pełnił służbę na kilku punktach kontrolnych wokół Gorłówki w obwodzie donieckim. Od października oba bataliony już w całości pełniły tam służbę. 17 października batalion powrócił do miejsca swojego stałego rozmieszczenia, do Kirowohradu. 8 stycznia 2015 roku batalion walczył o lotnisko w Doniecku. Jeden z jego żołnierzy był wtedy raniony i zmarł 16 stycznia podczas hospitalizacji. W styczniu zginął jeszcze jeden żołnierz, poległy podczas walk na punkcie kontrolnym pod Gorłówką. Pod koniec stycznia mina zabiła tam jeszcze jednego, a ciężko raniła kolejnego z kirowohradzkich żołnierzy. 10 lutego batalion walczył pod Debalcewem. Tego dnia w wyniku ostrzału punktu kontrolnego pod Gorłówką zabito dwóch jego żołnierzy, a dzień później jeszcze jeden zmarł w eksplozji miny. W połowie lutego Kirowohrad rozlokowano pod Dzerżynśkiem.